# 圣普列斯特拉弗耶
圣普列斯特拉弗耶（法語：Saint-Priest-la-Feuille，法語發音：[sɛ̃ pʁijɛ(st) la fœj]）是法国克勒兹省的一个市镇，属于盖雷区。

## 地理
圣普列斯特拉弗耶（46°12'6"N, 1°32'7"E）面积27.44 平方千米，位于法国新阿基坦大区克勒兹省，该省份为法国中部省份，位于法國中央高原西北部，北起安德尔省和谢尔省，西接维埃纳省，南至科雷兹省，东临多姆山省，东北与阿列省接壤。
与圣普列斯特拉弗耶接壤的市镇（或旧市镇、城区）包括：尚博朗、勒格朗堡、利济耶尔、拉苏泰赖讷、菲尔萨克。

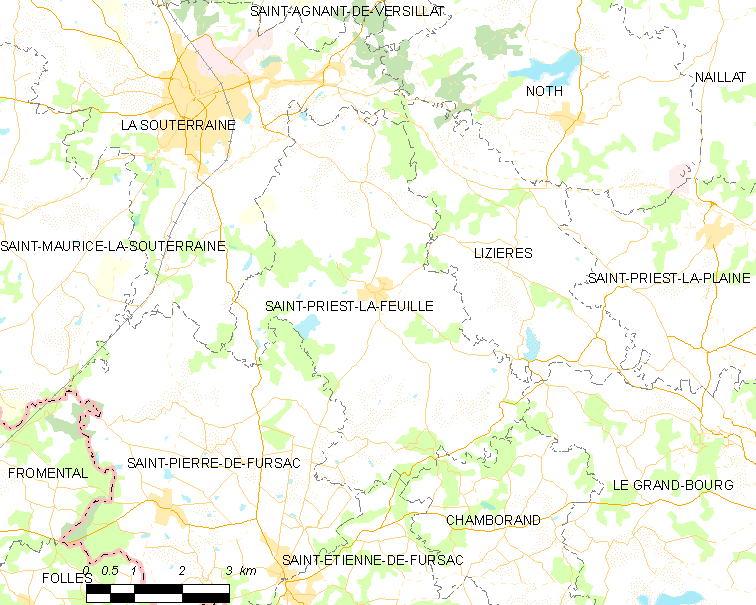
圣普列斯特拉弗耶的OSM定位图

圣普列斯特拉弗耶的时区为UTC+01:00、UTC+02:00（夏令时）。

## 行政
圣普列斯特拉弗耶的邮政编码为23300，INSEE市镇编码为23235。

## 政治
圣普列斯特拉弗耶所属的省级选区为拉苏泰赖讷县。

## 人口

1962-2008年间圣普列斯特拉弗耶人口变化图示

圣普列斯特拉弗耶于2022年1月1日时的人口数量为721人。